# Jean-Marie Pfaff
Pour les articles homonymes, voir Pfaff.
Jean-Marie Pfaff, né le 4 décembre 1953 à Lebbeke en Belgique, est un gardien de but international et entraîneur de football belge.

## Carrière

### Ses débuts
Il commence sa carrière de gardien de but à Beveren lors de la saison 1973-1974 et tout de suite, il s'impose dans les buts où il participe à 27 matchs sur 30, sa première saison se termine par une 10e place. Il devient un des éléments moteurs de l'équipe en participant à 32 matchs en 1974-1975 mais le club ne vole pas bien haut prenant une 12e place dans un championnat passé de 16 à 18 clubs.

### KSK Beveren
La saison 1975-1976 lui permet de gouter au haut niveau en s'accrochant avec son club à la 6e place du championnat après avoir joué la totalité des matchs de la saison.
En 1976-1977, Beveren retombe dans les décombres du championnat en terminant 13e mais Pfaff joue sa première sélection en équipe nationale.
La saison 1977-1978 le voit remporter son premier trophée celui de la Coupe nationale après une victoire 2-0 sur Charleroi 2-0. Il remporte la même année le soulier d'or belge. Le club finit 5e en championnat.
Pfaff réalise un miracle avec le KSK en remportant le Championnat de Belgique lors de la saison 1978-1979 à 4 points du RSC Anderlecht. Il joue les 34 matchs du championnat et réussit la meilleure performance du championnat avec seulement 24 buts encaissés (soit 0,70 buts encaissés par match).
Le club n'arrive cependant pas à conserver sa couronne terminant 11e, Pfaff dispute 33 matchs cette saison. Mais cet échec ne l'empêche pas d'être sélectionné pour l'Euro 1980 où il prend la place de Theo Custers. Il encaisse un but contre Angleterre par Ray Wilkins mais le score sera de 1-1. Il encaissera un autre face à l'Espagne par Quini mais la Belgique s'impose 2-1. Les Diables Rouges confirment leur qualification pour la finale en décrochant le nul 0-0 face à l'Italie. L’équipe est battue par la RFA 2-1 après deux buts de Horst Hrubesch.
Après un Euro qu'il a failli gagner, Pfaff revient dans son club et termine quatrième du championnat mais à partir de cette saison son temps de jeu baisse, il joue 22 matchs sur 34 ; la saison 1981-1982 est sa dernière à Beveren, le club finit septième après les 25 matchs de Pfaff.

### Bayern Munich
Il est transféré sans surprise au Bayern Munich en 1982 et débute lors de la saison 1982-1983, il joue 27 matchs et termine quatrième avec le club. Il reussit à sortir de l'ombre de Sepp Maier qui était le meilleur gardien du moment. La saison suivante voit à peu près le même constat, une quatrième place au championnat et 32 matchs au compteur. La saison 1984-1985 est celle du titre pour le Bayern qui remporte le championnat mais Pfaff n'y participe pas vraiment en jouant 14 matchs.
Le club bavarois réussit à conserver son titre en 85-86 et Pfaff joue 24 matchs, cela lui permet d'être sélectionné parmi les joueurs de l'équipe de Belgique à la Coupe du monde 1986.

#### Coupe du monde 1986: le triomphe
Pfaff joue le premier match de la compétition face au pays organisateur le Mexique. Pfaff concède deux buts du défenseur Fernando Quirarte et du grand Hugo Sánchez, la Belgique s'incline 2-1 et débute mal la compétition. L'équipe relève la tête après une victoire dans la douleur face à l'Irak 2-1 mais laissera passer un but de Ahmed Radhi. Le match contre le Paraguay qui revenait après 28 ans d'absence se termine par un score nul 2-2 où le gardien du Bayern encaissera un doublé de Roberto Cabañas. La Belgique finit troisième et est qualifié pour les huitièmes de finale.

##### URSS/Belgique: un match de légende
La Belgique affronte le 15 juin 1986 l'URSS. Lors de ce match, l'Union soviétique compte sept joueurs ayant remporté la Coupe d'Europe des vainqueurs de coupe de football 1985-1986 avec le Dynamo Kiev.
Dès le début du match, le jeu de passe soviétique met à mal la Belgique, cela entraîne l'ouverture du score de Igor Belanov à la 27e minute après avoir traversé la surface de réparation et battu Pfaff se sentant abandonné par sa défense. La Belgique se procure de rares occasions et Rinat Dasaev n'intervient qu'une seule fois sur un coup franc de Enzo Scifo ; Pfaff effectue de multiples arrêts mettant Belanov chaque fois en échec et permettant aux siens de rentrer à la mi-temps avec toujours une différence d'un but.
Au retour des vestiaires, la chance est avec Pfaff qui voit une tête de l'intenable Belanov rebondir sur son poteau. À la 56e minute de jeu, les Diables Rouges reviennent dans le match, après une erreur défensive soviétique qui entraînera un centre de Franky Vercauteren pour Scifo qui prendra son temps avant de fusiller Dasaev et ainsi faire revenir la Belgique à hauteur de son adversaire. Mais ce score nul ne restera sur le tableau d'affichage que pendant 13 minutes ; Jan Ceulemans perd le ballon au centre du terrain, le ballon arrive dans les pieds de Aleksandr Zavarov qui passe à Belanov qui décochera une frappe qui filera entre les gants de Pfaff. La sortie de Zavarov permet aux hommes de Guy Thys de reprendre leurs esprits. Ceulemans, à la réception d'un centre, se retrouve seul au but, l'arbitre du match Erik Fredriksson refuse le hors-jeu de son adjoint permettant à Jan de frapper et marquer l'égalisation. Juste avant la fin du match, Ivan Yaremchuk voit sa tête s'écraser sur la barre de Pfaff. La prolongation commence et à la 102e Stéphane Demol décroche une tête surpuissante après un centre de Éric Gerets et ainsi faire prendre l'avantage pour la première fois du match à la Belgique. Huit minutes après ce but, Nico Claesen catapulte le ballon après une volée dans la cage russe mais Belanov marque son troisième but de la partie sur pénalty juste après le but de Claesen. Au coup de sifflet final, les Diables Rouges rentrent dans l'histoire en disputant leur premier quart de finale.

##### Espagne/Belgique: un autre miracle
Sept jours après avoir éliminé les Soviétiques, Pfaff et la Belgique affronte l'Espagne. Même si la Belgique s'est montré séduisante lors du tour précédent, les bookmakers ne donnent pas cher de la peau des Belges. Guy Thys aligne le même onze de départ que contre les Soviétiques et le match ne se débloque qu'à la 35e minute quand Ceulemans ouvre le score après avoir trompé Andoni Zubizarreta. L'Espagne tentera à de nombreuses reprises d'égaliser mais se heurta à un Pfaff solide. A cinq minutes du terme, Juan Antonio Señor égalise et remet l'Espagne dans la course. La prolongation ne donne rien et une séance de tirs au but doit avoir lieu. Les premiers tireurs ont réussi leur tir, Enzo Scifo (qui sera élu plus tard meilleur jeune joueur) réussit son pénalty portant le score à 2-1 en faveur de la Belgique. Eloy s'élance pour tirer son pénalty, Pfaff le repousse et permet à son équipe d'avoir un pied en demie. Les tireurs suivants belges et espagnols feront un sans-faute ; Léo van der Elst marquera le cinquième but belge et donnera la victoire aux Diables rouges créant un nouvel exploit.

##### Deux défaites de suite
La Belgique s'invite à la table du dernier carré et fait figure de petit poucet. L'équipe de Pfaff affronte l'ogre argentin dirigé par Diego Maradona qui, au tour précédent, avait donné la victoire aux siens face à l'Angleterre grâce à un but de la main : la main de Dieu. Même si les Belges se battent bien, l'Argentine a la mainmise sur le match, ne laissant aucune chance aux Belges et à Pfaff à 51e quand El Pibe de oro trompe le gardien bavarois. Les Belges sonnés n'arrivent pas à revenir et se font encaisser un nouveau but douze minutes plus tard encore une fois par Maradona.
La Belgique affronte lors du match pour la troisième place, la France (battue 2-0 par la RFA), cette dernière alignant une équipe quasi exclusivement composée de remplaçants. Le match débute et tout de suite, les Belges piquent à froid les Bleus à la 11e par Caulemans qui trompe Albert Rust et ouvre le score. Jean-Marc Ferreri réussit à égaliser à la 27e minute de jeu. Juste avant la mi-temps, Jean-Pierre Papin fait prendre l'avantage à la France et assénant un coup de marteau aux Belges avant le repos. Pfaff s'emportera et écopera d'un carton jaune à la 63e.
La France garde cet avantage d'un but jusqu'à la 73e où Nico Claesen réussit à égaliser et à permettre aux Diables Rouges d'arracher une prolongation. Mais la Belgique craque et encaisse deux buts dont un sur pénalty de Bernard Genghini et Manuel Amoros. La Belgique perd 4-2, cède la troisième place aux Bleus mais effectue son meilleur parcours en coupe du monde. En 1986, Pfaff inaugure sa statue de cire à l'historium de Bruxelles.

#### Dernières saisons au Bayern
Pfaff revient tout frais après le succès du mondial dans son club allemand. La saison 1986-1987 est celle d'un troisième titre de champion d'Allemagne pour le gardien belge qui disputera 34 matchs lors de cette saison. Il est même récompensé du titre de Meilleur gardien de football de l'année (IFFHS), pour l'année 1987, soit la première année de ce trophée. Cette année-là, il arrête sa carrière internationale après soixante-quatre sélections. Sa dernière saison au Bayern se termine par une deuxième place en 1987-1988, ce qui lui permit de terminer cinquième meilleur gardien de la saison en 1988.

### Retour en Belgique
Pfaff contacté par le Lierse SK, revient dans son pays lors de la saison 88-89. Il joue durant cette saison 23 matchs mais le club finit à une modeste dixième place. Il est encore dans le classement des meilleurs gardiens de l'année, en 1989, avec une huitième place.

### Fin de carrière en Turquie
Pfaff joue la dernière saison de sa carrière, en Turquie, où il intègre les rangs du Trabzonspor, un club qui joue les premières places en championnat turc, avec lequel il joue vingt-deux matchs durant la saison 1989-1990. Le club finit troisième et se qualifie ainsi pour la Coupe des Coupes 1990-1991, aventure que Pfaff ne connaitra pas puisqu'il arrête sa carrière à l'âge de 36 ans. Il est finaliste de la coupe de Turquie, battu 2-0 en finale par Beşiktaş JK.

## Carrière d'entraineur
Pfaff se voit confier le poste d'entraîneur dans le club de KV Ostende, lors de la saison 98-99, reprenant une équipe qui a frôlé la saison précédente la relégation d'un point. Il n'arrive à faire mieux qu'une quinzième place et n’est pas reconduit dans ses fonctions.

## Ambassadeur pour la Belgique
Pfaff a été l'ambassadeur avec Kim Gevaert, Justine Henin et son ancien coéquipier Enzo Scifo pour l'organisation sur les sols belge et néerlandais de la Coupe du monde de football 2018 et celle de 2022.

## Vie privée
Jean-Marie Pfaff a 5 frères et 6 sœurs. Il est marié à Carmen Seth née le 24 mars 1956 avec qui il a eu 3 filles : Debby (née le 30 mai 1975), Kelly (née le 26 juillet 1977) et Lyndsey (né le 4 octobre 1978). Il a également quatre petits-fils et une petite-fille.
En 2002, Jean-Marie Pfaff participe à une émission de télé réalité : il se fait filmer 24 h sur 24 avec toute sa famille, dans sa villa d'Anvers. Le programme De Pfaffs est produit et diffusé sur la chaîne privée flamande VTM, mais aussi sur la chaîne francophone BeTV. Le programme marche en Flandre où 1,2 million de spectateurs regardent la vie de famille de l'ancien international.
En mars 2004, il a été choisi par Pelé comme étant l'un des 125 plus grands footballeurs vivants.

## Palmarès

### Titres collectifs
- Vainqueur de la Coupe de Belgique : 1977-78 (KSK Beveren).
- Champion de Belgique : 1978-79 (KSK Beveren).
- Vainqueur de la Supercoupe de Belgique de football : 1979 (KSK Beveren).
- Vainqueur de la Coupe d'Allemagne : 1983-84 et 1985-86 (Bayern Munich).
- Champion d'Allemagne : 1985, 1986 et 1987 (Bayern Munich).
- Finaliste de la Coupe des clubs champions européens : 1986-87 (Bayern Munich).
- Vainqueur de la Supercoupe d'Allemagne de football : 1987 (Bayern Munich).
- Finaliste du Championnat d'Europe de football : 1980 (Belgique).
- 4e de la Coupe du monde de football : 1986 (Belgique).

### Distinctions personnelles
- Soulier d'or belge: 1978[9].
- Gardien européen de l'année : 1983, 1987.
- Kicker gardien de l'année: 1983[10].
- Ballon d Or nominations: 1983[11], 1986[12], 1987.[13]
- FIFA World Cup All-Star Team de la Coupe du monde 1986[14].
- Meilleur gardien de la Coupe du monde 1986[15].
- IFFHS Meilleur gardien de football de l'année : 1987[16].
- Soulier d'or belge du 20e siècle (6e) : 1995[17]
- IFFHS Gardien du Monde du siècle (16e) : 2000[18].
- Gardien européen du siècle (10e) : 2000[18].
- Platina 11 (la meilleure équipe en 50 ans de gagnants du soulier d'or) : 2003[19]
- FIFA 100 : 2004[20]
- Prix Golden Foot légende : 2014[21]
- IFFHS La meilleure équipe belge de tous les temps en 2021[22]

### Autres
Résultat au rallye Dakar
- 2003 : 21e en catégorie camion en tant que copilote de Cornelis Bezemer, assisté de Daniël Cnudde[23],[24],[25],[26],[27].
- 2004 : Abandon dans la 5e étape, la même équipe 100% belge au même poste dans la même catégorie[23]. Sa plus jeune fille Lyndsey participe en même tant comme copilote de Manfred Verbeke en catégorie Auto sur une Toyota Land Cruiser, ils abandonnent à la 6e étape après un double tonneau[28].